# Как Львёнок и Черепаха пели песню
«Как Львёнок и Черепаха пели песню» — советский музыкальный рисованный мультфильм по сказке Сергея Козлова. Режиссёр Инесса Ковалевская продолжила музыкальную тему в мультипликации после популярных «Бременских музыкантов» (1969), «Катерка» (1970) и «Сказки о попе и о работнике его Балде» (1973).

## Сюжет
Однажды во время прогулки маленький Львёнок по имени Ррр-Мяу услышал замечательную песенку и подружился с Большой Черепахой, которая её сочинила.
Сначала они вместе спели эту песенку несколько раз в различных вариациях, потому что Львенок не понимал, как можно петь песню лёжа, и Черепаха поправляла его, когда он пел «сижу» вместо «лежу». Затем Черепаха покатала Львёнка на себе.
Когда совершенно стемнело, новоиспечённые друзья расстались, и Черепаха пообещала Львёнку, что на следующий день она сочинит новую песню. А тот побежал вприпрыжку домой, радостно напевая песенку и размышляя о том, «как же всё-таки можно спать с открытыми глазами и одновременно петь песню?»

## Съёмочная группа
| автор сценария                     | Сергей Козлов                                                                                     |
| режиссёр                           | Инесса Ковалевская                                                                                |
| художник-постановщик               | Борис Акулиничев                                                                                  |
| композитор                         | Геннадий Гладков                                                                                  |
| звукооператор                      | Владимир Кутузов                                                                                  |
| оператор                           | Светлана Кощеева                                                                                  |
| монтажёр                           | Изабелла Герасимова                                                                               |
| ассистенты:                        | Светлана Скребнёва, Татьяна Домбровская                                                           |
| художники-мультипликаторы:         | Эльвира Маслова, Олег Комаров, Александр Мазаев, Олег Сафронов, Александр Давыдов, Виталий Бобров |
| редактор                           | Пётр Фролов                                                                                       |
| директор картины                   | Фёдор Иванов                                                                                      |
| роли Львёнок и Черепаха исполняет: | Олег Анофриев                                                                                     |
| ведущий                            | Ростислав Плятт                                                                                   |

## Производство
Олег Анофриев при озвучании Черепахи пытался изобразить интонации Фаины Раневской, вместе с которой служил в театре Моссовета, а Львёнка «списал с самого себя в детстве».

## Издания по мультфильму
По мультфильму фирма «Мелодия» выпустила пластинки, позже и аудиокассеты с аудиосказкой по этому мультфильму. На CD сказка издавалась компаниями RDM и Extraphone.
«Песенка Львёнка и Черепахи» вошла в первый выпуск сборника популярных песен из детских мультфильмов и телефильмов «Улыбка».
В 2010 году сказка Сергея Козлова «Как Львенок и Черепаха пели песню» с иллюстрациями и текстом по мультфильму была выпущена издательством АСТ в серии «Союзмультфильм представляет: впервые — легендарные мультфильмы в книгах!».